# Крандієвська Надія Василівна

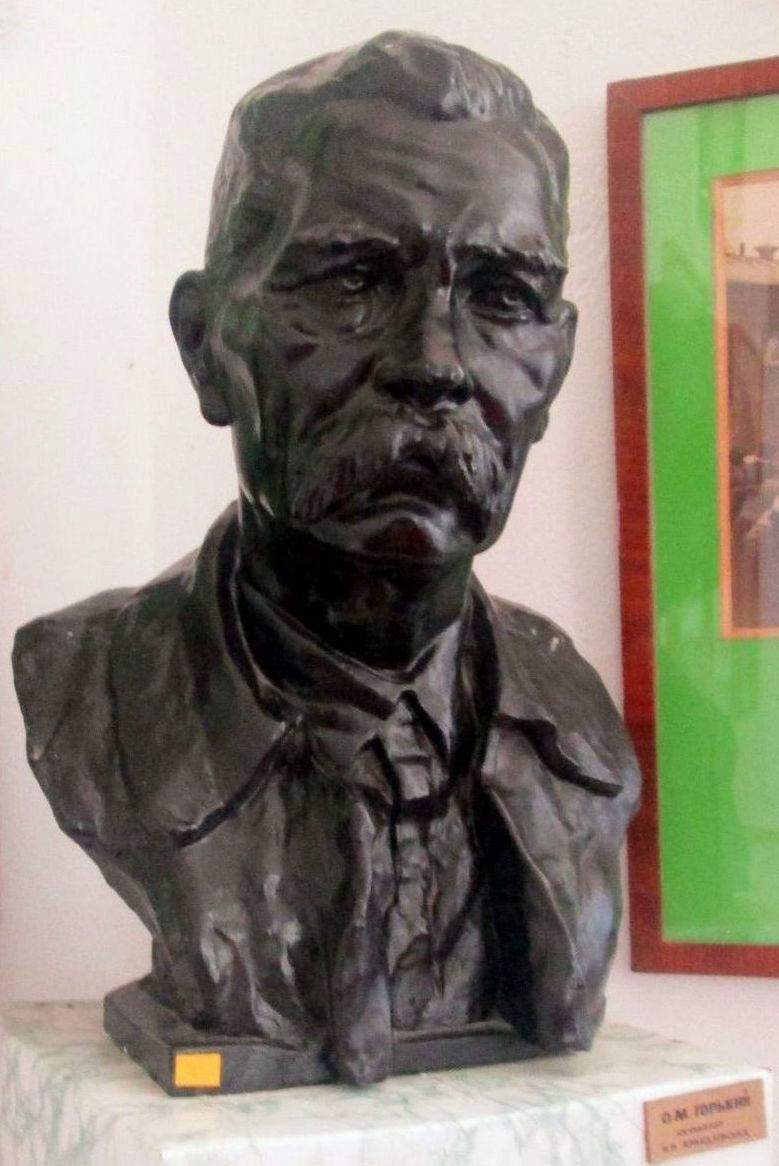
Скульптурний портрет Максима Горького роботи Н. В. Крандієвської з колекції Мануйлівського літературно-меморіального музею Максима Горького (с. Верхня Мануйлівка)

Наді́я Васи́лівна Крандіє́вська (рос. Надежда Васильевна Крандиевская; 13 (25) серпня 1891, Москва, Російська імперія (нині — Росія) — 1963, Москва, СРСР) — радянський скульптор.

## Біографія
Народилася 13 (25) серпня 1891 у Москві в літературній сім'ї. Її мати — Анастасія Романівна Тархова — була відомою на початку XX століття письменницею; батько — Василь Опанасович Крандієвский — був видавцем і журналістом. Її сестра Наталія була дружиною О. М. Толстого.
У 1909 році вступила до Московського училища живопису, скульптури та зодчества, де навчалася у Сергія Волнухіна (автор пам'ятника першодрукареві Івану Федорову). У 1912 році Крандієвська поїхала до Парижу, де навчалася в «Гранд-Шом'єр» у Бурделя, одного з класиків французької скульптури. У 1914 році повернулася до Москви, де розпочала самостійну діяльність скульптора.
Мешкала на Арбаті. На початку 1930-х років разом з чоловіком і дітьми переїхала в окремий будинок у кооперативному селищі «Сокіл».
У 1930-ті роки Надія Крандієвська займалася викладацькою діяльністю, а також створила серію скульптурних образів визначних політичних та громадських діячів — Будьонного, Григорія Сковороди, Фурманова, Чапаєва і Дем'яна Бєдного. У 1940—1950 роках вона виконала низку скульптурних портретів відомих акторів, письменників та інших діячів культури. Зокрема, нею створений надгробний пам'ятник В. Г. Короленко в Полтаві. Також в експозиції Мануйлівського літературно-меморіального музею Максима Горького у с. Верхня Мануйлівка (Полтавська область) знаходиться скульптурний портрет Максима Горького роботи Крандієвської.
Надія Крандієвська померла в 1963 році в Москві. Похована на кладовищі в місті Таруса.

### Сім'я
- Чоловік — Файдиш Петро Петрович, архітектор. Їхні діти:
  - Файдиш-Крандієвська Наталія Петрівна (Навашина) — художниця.
  - Файдиш-Крандієвський Андрій Петрович (1920—1967) — скульптор.

## Надгробок Якова Рекка
Н. В. Крандієвська створила в 1947 році для усипальниці Рекк-Третьякових на Введенському кладовищі біломармурову фігуру Христа. Цей пам'ятник родичі планували встановити в 1913 році на могилі німецького купця Якова Рекка. Скульптура була замовлена в Італії, але через початок Першої світової війни, а потім Жовтневого перевороту 1917 року не дозволили доставити статую в Москву. Тільки після Другої світової війни рідні Якова Рекка — Третьякови — замовили нову скульптуру Надії Крандієвській. У хрущовські часи пам'ятник був знесений, деякі його частини відкололися. Пізніше скульптура була відновлена

## Галерея

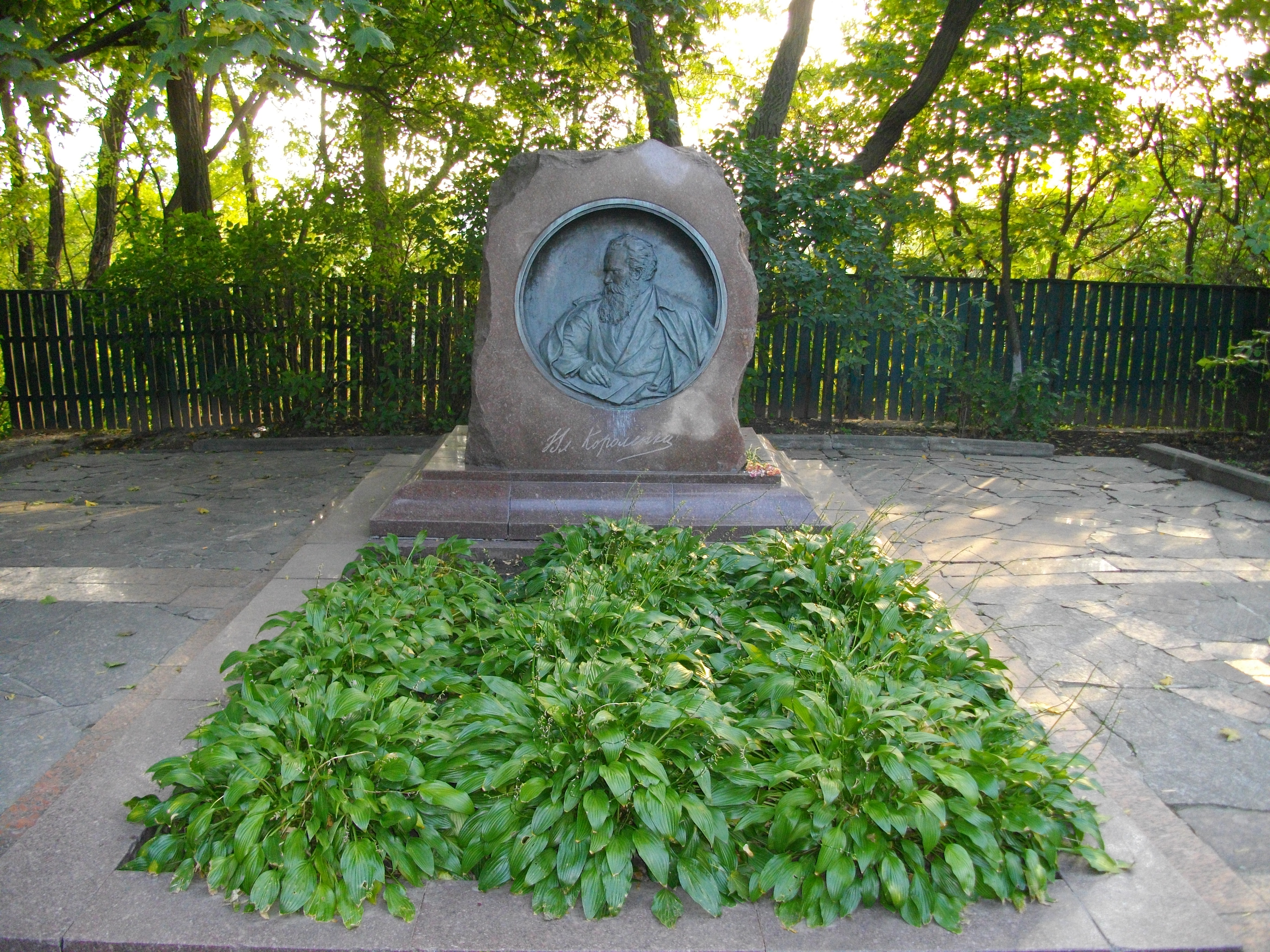
Барельєф надгробку на могилі В. Г. Короленка у Полтаві
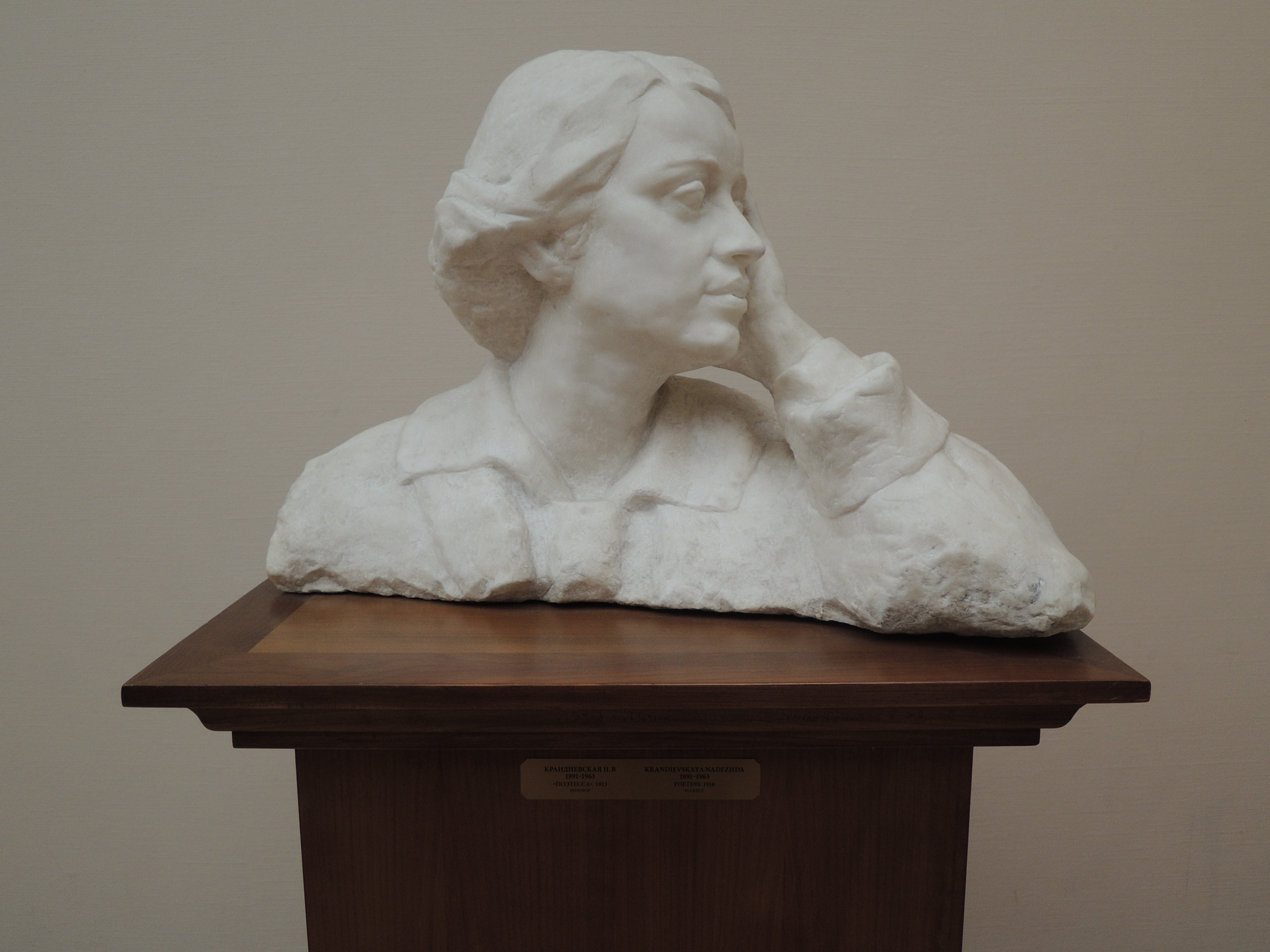
«Поетеса», 1913, ГТГ